# Street Girl
Street Girl é um filme estadunidense de 1929 do gênero drama musical, dirigido por Wesley Ruggles e estrelado por Betty Compson e John Harron. Apesar de chegar às telas somente em agosto, meses após Syncopation (lançado em maio), Street Girl é, oficialmente, a primeira produção da RKO.
A dupla Oscar Levant-Sidney Clare assinou as três canções mostradas no filme: Lovable and Sweet, Broken Up Tune e My Dream Memory.
A película foi um grande sucesso de bilheteria, pois custou 211 000 dólares e rendeu 1 100 000. O estúdio filmou a história outras duas vezes: That Girl from Paris, em 1937, e Four Jacks and a Jill, em 1942.

## Sinopse
Frederika é violinista no quarteto de jazz The Four Seasons. Ela e o pianista Mike apaixonam-se, mas quando o príncipe Nicolau, vindo dos Bálcãs, passa a fazer-lhe a corte, as coisas se complicam.

## Elenco
| Ator/Atriz      | Personagem                 |
| --------------- | -------------------------- |
| Betty Compson   | Frederika Joyzelle         |
| John Harron     | Mike Fall                  |
| Jack Oakie      | Joe Spring                 |
| Ned Sparks      | Happy Winter               |
| Guy Buccola     | Pete Summer                |
| Joseph Cawthorn | Keppel                     |
| Ivan Lebedeff   | Príncipe Nicolau de Aregon |
| Doris Eaton     | Cantora no Clube Joyzelle  |